# Wapen van Wezet

Het wapen van Wezet

Het wapen van Wezet is het heraldisch wapen van de Luikse gemeente Wezet. Het wapen werd op 28 juli 1819 verleend en op 21 juli 1838 in ongewijzigde vorm herbevestigd. Op 15 september 1923 werd, per Koninklijk Besluit, een gewijzigde - corrigerende - omschrijving toegekend, die ten slotte op 29 oktober 1977 in licht andere bewoordingen aan de nieuwe fusiegemeente Wezet, per Ministerieel Besluit, werd herbevestigd.

## Blazoeneringen
Omwille van de wijzigingen en herbevestigingen van het wapen, heeft Wezet vier blazoeneringen gekend voor haar wapen.

### Eerste wapen
Het eerste wapen werd als volgt omschreven:
Een schild van goud beladen met een streep van blaauw, loopende van de boven linker tot de beneden rechter hoek, het schild rustende tegen een kolom waarop een wereld kloot, alles van goud.— Besluit van de Hoge Raad van Adel van 28 juli 1819.
Het wapen is goud van kleur met daarop een schuin geplaatste blauwe dwarsbalk (vermoedelijk werd het wapen in de Rijkskleuren toegekend omdat men bij de aanvraag geen kleuren had gespecificeerd). De dwarsbalk loopt van heraldisch linksboven (voor de kijker rechtsboven) naar heraldisch rechtsonder (voor de kijker linksonder). Het schild staat voor een pilaar die als schildhouder fungeert. De pilaar heeft bovenop een Rijksappel, aangewezen als "wereld kloot". De pilaar en rijksappel zijn geheel van goud.

### Tweede wapen
De eerste Belgische, Franstalige blazoenering, luidde als volgt:
D'or à la barre d'azur, l'écu ayant pour support une colonne posée sur trois degrés et surmontée d'un globe terrestre, le tout d'or.— Koninklijk Besluit van 21 juli 1838.
Het wapen is, ten opzichte van het wapen uit 1819, ongewijzigd gebleven.

### Derde wapen
Het derde wapen werd in 1923 toegekend en de omschrijving luidde als volgt:
D'azur à la bande d'argent, l'écu sommé d'une couronne murale et placé devant une colonne posée sur trois degrés et sumontée d'une pomme de pin portante une croix.— Koninklijk Besluit van 15 september 1923.
Het wapen is blauw van kleur, met daarop een zilveren schuinbalk van rechtsboven (voor de kijker linksboven) naar linksonder (voor de kijker rechtsonder): dit waren de historisch correcte kleuren. Boven op het schild is een zilveren muurkroon geplaatst. De kolom is niet van kleur gewijzigd, deze is goudkleurig gebleven.

### Vierde wapen
Het vierde, huidige, wapen wordt als volgt omschreven:
D'azur à une bande d'argent; l'écu sommé d'une couronne murale et placé devant un perron liégois, le tout d'or.— Ministerieel Besluit van 29 oktober 1977.
Het wapen is gelijk aan het vorige wapen: blauw van kleur met een zilveren muurkroon en een gouden kolom achter het schild. Het belangrijkste verschil met de vorige omschrijving is het feit dat men nu gewoon van een Luikse perroen spreekt en niet langer een uitgebreide omschrijving geeft.

## Geschiedenis
Wezet behoorde tot de drieëntwintig Goede Steden van het Prinsbisdom Luik. Op een zegel uit 1621 komt het huidige wapen eveneens voor. Dit zegel is gelijk aan het wapen van de familie du Rivage. Aan het begin van de 20e eeuw ontdekte men dat de schuinbalk in het wapen verkeerd om stond. Bij het nieuwe wapen, dat op 15 september 1923 werd toegekend, werd deze fout rechtgezet. De muurkroon die aan het wapen werd toegevoegd, is een verwijzing naar oude fortificaties in de gemeente.